# Glentoran Football Club 2010-2011
Questa voce raccoglie le informazioni riguardanti il Glentoran Football Club nelle competizioni ufficiali della stagione 2010-2011.

## Rosa
| N. |                             | Ruolo | Calciatore        |
| -- | --------------------------- | ----- | ----------------- |
| 1  | Irlanda del Nord (bandiera) | P     | Elliott Morris    |
| 2  | Irlanda del Nord (bandiera) | D     | Colin Nixon       |
| 3  | Irlanda del Nord (bandiera) | D     | Johnny Black      |
| 4  | Irlanda del Nord (bandiera) | D     | Richard Clarke    |
| 5  | Irlanda del Nord (bandiera) | D     | Paul Leeman       |
| 7  | Irlanda del Nord (bandiera) | D     | Sean Ward         |
| 8  | Irlanda del Nord (bandiera) | A     | Ciaran Martin     |
| 9  | Irlanda del Nord (bandiera) | A     | Andrew Waterworth |
| 10 | Irlanda del Nord (bandiera) | A     | Gary Hamilton     |
| 11 | Irlanda del Nord (bandiera) | C     | Neal Gawley       |
| 12 | Irlanda del Nord (bandiera) | A     | Matthew Burrows   |
| 14 | Irlanda del Nord (bandiera) | D     | Peter Steele      |
| 15 | Irlanda del Nord (bandiera) | D     | Jonathan Taylor   |

| N. |                             | Ruolo | Calciatore       |
| -- | --------------------------- | ----- | ---------------- |
| 16 | Irlanda del Nord (bandiera) | D     | Daryl Fordyce    |
| 17 | Irlanda del Nord (bandiera) | C     | Grant Gardiner   |
| 18 | Galles (bandiera)           | P     | James Taylor     |
| 19 | Irlanda del Nord (bandiera) | D     | William McBurney |
| 20 | Irlanda del Nord (bandiera) | A     | Sean Southam     |
| 21 | Irlanda del Nord (bandiera) | C     | Andrew Hall      |
| 22 | Irlanda del Nord (bandiera) | C     | Jimmy Callacher  |
| 23 | Irlanda del Nord (bandiera) | D     | Craig Harris     |
| 24 | Irlanda del Nord (bandiera) | D     | Jason Hill       |
| 25 | Irlanda del Nord (bandiera) | C     | Jamie McGovern   |
| 26 | Irlanda (bandiera)          | C     | David Howland    |
| 33 | Irlanda del Nord (bandiera) | A     | Curtis Coates    |